# Дзержон, Ян

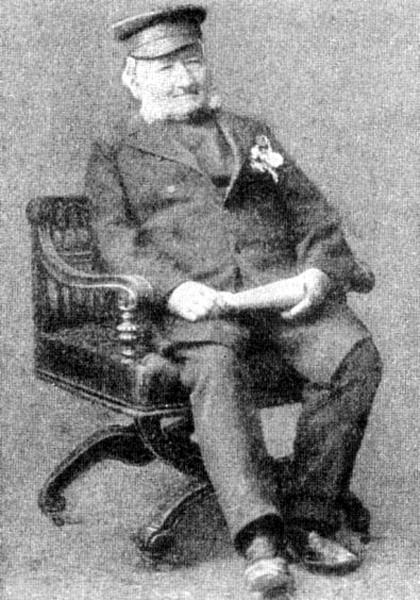
Ян Дзержон

Ян Дзе́ржон (пол. Jan Dzierżon [ˈjan ˈd͡ʑɛrʐɔn] или Dzierżoń [ˈd͡ʑɛrʐɔɲ], сил. Johann Dzierżon, нем. Johann Dzierzon; 16 января 1811 — 26 октября 1906) — выдающийся польский пчеловод, известный открытием партеногенеза у пчёл и изобретением рамочного улья. Помимо занятий пчеловодством, Дзержон был священником римско-католической церкви.

## Биография
Дзержон родился и умер в Ловковице в Силезии, принадлежавшей тогда Пруссии (теперь Опольское воеводство Польши). Он был этническим поляком-силезцем и считал себя частью польской нации, однако писал преимущественно на немецком языке.
На своей пасеке Дзержон исследовал жизнь пчелиной семьи и провёл несколько экспериментов с ульями. В 1838 он построил свой разборный улей, который позволял извлекать из улья соты, не разрушая жилище пчёл. Некоторые источники называют его изобретателем первого разборного улья, однако аналогичные конструкции были независимо друг от друга созданы в течение первой половины XIX века пчеловодами разных стран, в том числе Петром Прокоповичем на Украине (Российская империя) в 1814 году.
В отличие от первенства в изобретении рамочного улья, другие заслуги Дзержона трудно оспорить. Именно он открыл, что трутни (мужские особи пчёл) развиваются из неоплодотворённых яиц (партеногенез у пчёл). Ему также принадлежит открытие особого питания (маточного молочка) в развитии матки из обычного яйца.

## Избранные произведения
Наследие Дзержона включает около 800 статей в различных научных журналах и 26 книг, опубликованных на немецком и польском языках. Наиболее важные из них:
- 1848—1852: Theorie und Praxis des neuen Bienenfreundes
- 1852: Nachtrag zur Theorie und Praxis…
- 1854—1856: Der Bienenfreund aus Schlesien
- 1861—1878: Rationelle Bienenzucht
- 1890: Der Zwillingstock

Статьи Дзержона из Frauendörfer Blättern были переизданы в виде книг:
- Neue verbesserte Bienen-Zucht des Johann Dzierzon, Brieg 1855
- Neue verbesserte Bienen-Zucht des Pfarrers Dzierzon zu Carlsmarkt in Schlesien, 1861
- Lebensbeschreibung von ihm selbst, vom 4. August 1885 (abgedruckt im Heimatkalender des Kreises Kreuzburg/OS 1931, S. 32-28), 1885 (Dziergon’s biography, reprinted in 1931)
- Der Zwillingsstock, 1890

## Филателия
- В 2009 г. почта Польши выпустила художественный конверт и марку с изображением Яна Дзержона[3].